# كسر إصبع القدم
تتضمن أعراض كسر إصبع القدم الألم أثناء لمس الإصبع بالقرب من مكان الكسر، قد تظهر كدمة مكان الكسر وقد يتورم الإصبع، ينزاح العظم المكسور من مكانه الطبيعي في بعض الحالات.
يحدث كسر إصبع القدم بالإصابات الهرسية أو الصدمات القوية، تحدث الكسور الهرسية نتيجة سقوط جسم على الإصبع. يمكن أن يؤدي التمدد المفرط لمفصل إصبع القدم إلى كسر جزء من العظم، تحدث الكسور الجهدية بعد زيادة الفعالية الفيزيائية بشكل مفاجئ. يعتمد التشخيص على الأعراض وصور الأشعة السينية.
تُعالج كسور أصابع القدم الصغيرة بالراحة، وارتداء حذاء بنعل صلب، ووضع شريط لاصق (يلصق إصبع القدم إلى أقرب إصبع، وتوضع بينهما حشوة قطنية ماصة للصدمات).  يعالج الألم والتورم بالراحة، واستخدام الثلج، ورفع الطرف وتسكين الألم. يقل الألم عادة بشكل ملحوظ في غضون أسبوع، لكن يستغرق الشفاء التام للكسر من 4 إلى 6 أسابيع. يعاني بعض المرضى من الألم والقساوة في موضع الكسر أثناء عودة النشاط الفيزيائي بشكل تدريجي. قد يلتئم العظم بشكل مائل، يلجأ حينها إلى تصحيحه بطرق مختلفة من ضمنها الجراحة. تحتاج بعض كسور الأصابع إلى استشفاء مثل كسور إبهام القدم، والكسور المفتوحة، وانزياح العظام المكسورة. قد تتأثر الدورة الدموية في الإصابات الهرسية والصدمات شديدة القوة، وفي الكسور المفتوحة، تختبر التروية الدموية عن طريق اختبار زمن إعادة امتلاء الشعيرات الدموية، تعالج هذه الحالات بشكل إسعافي. قد تحتاج أصابع القدم المكسورة الأكثر خطورة إلى إعادة محاذاة أو وضعها في قالب جبس، تحتاج كسور إصبع القدم إلى عمل جراحي في بعض الحالات النادرة. قد تستغرق هذه الحالات وقتًا أطول للشفاء التام (ستة إلى ثمانية أسابيع).
أصابع القدم المكسورة هي أحد أكثر أنواع الكسور شيوعًا في عيادات الأطباء، وتشكل حوالي 10% من الكسور في بعض العيادات.

## الأعراض والعلامات
تشمل الأعراض الشعور بالألم أثناء لمس الإصبع بالقرب من مكان الكسر أو أثناء تحريكه. يلاحظ وجود كدمات أو تورم مكان الكسر. قد يسمع صوت صوت طقطقة، وقد تنزاح العظام من مكانها. تقارن محاذاة فراش الظفر مع إصبع القدم السليم الموافق للتحقق من وجود تبدل بالكسر. قد يترافق مع إصابات في فراش الظفر والحزم الوعائية العصبية.

### المضاعفات
قد يحدث سوء الالتحام، تلتحم العظام في هذه الحالة في غير مكانها الطبيعي وتسبب ألمًا مزمنًا وإعاقة حركية. قد يؤدي تشوه أسطح المفاصل إلى إصابتها بالتنكس. يمكن تصحيح سوء الالتحام بأساليب مختلفة كالجراحة أو غيرها.
قد يتشكل ورم دموي تحت الظفر (نزيف أو كدمات في فراش الظفر). يسبب تجمع كميات كبيرة من الدم الألم، يُزال الدم المتجمع لتخفيف الألم وتجنب فقدان الظفر. ينزح الدم المتجمع خلال 24 ساعة من الإصابة. يساعد الحفاظ على الظفر في تجبير إصبع القدم المكسور. تكون الجروح الملوثة أكثر خطورة.
قد تؤدي كسور أصابع القدم المترافقة مع جروح مفتوحة إلى التهاب العظم والنقي، تزداد الخطورة في حال حدوث تنخر الأنسجة المحيطة بالكسر. يزداد حدوث المشاكل المفصلية في حال إصابة السطح المفصلي، ولدى الأطفال، وفي الإصابات التي تشمل صفيحة النمو.  قد يصاب مفصل إصبع القدم بالتهاب المفاصل التنكسي كمضاعفات للكسر. يعتبر إبهام القدم الأروح من مضاعفات كسر السلاميات القريبة من إبهام القدم.
تتأثر التروية الدموية في الإصابات الهرسية والصدمات شديدة القوة، وفي الإصابات المترافقة مع جروح مفتوحة.

## الأسباب
عادة ما تنكسر أصابع القدم بسبب الإصابات الصدمية أو الهرسية. تحدث الكسور الهرسية نتيجة سقوط جسم على إصبع القدم. قد يؤدي التمدد المفرط لمفصل إصبع القدم إلى كسر جزء من العظم ولكنها نادرة الحدوث، تحدث كسور أصابع القدم الإجهادية، خاصة بعد زيادة النشاط بشكل مفاجئ.

### الآلية
يلعب إبهام القدم دورًا مهمًا حمل الوزن، والتوازن، والمشي، والجري، لذلك تسبب كسوره المشاكل الأكثر أهمية بالمقارنة بقية أصابع القدم. يشيع كسر العظم البعيد لإبهام القدم في حال تعرضه للصدمات.
يشيع حدوث الكسور الحلزونية والكسور القشرية إذا كان المفصل مفرط الانحناء (إما مفرط البسط أو شديد الانثناء). تؤدي الكسور الحلزونية مع الإزاحة إلى دوران إصبع القدم. قد ينحني إصبع القدم بشكل غير طبيعي في الكسور المستعرضة.

## التشخيص
يشخص الكسر بالفحص السريري وبالتصوير بالأشعة السينية. يشمل الفحص تصوير أصابع القدم والمفاصل المجاورة. تهمل إصابات القدم لدى الأشخاص الذين يعانون من صدمات متعددة. يمكن اختبار الدورة الدموية بإجراء زمن إعادة امتلاء الشعيرات الدموية.

### التشخيص التفريقي
يشمل التشخيص التفريقي تمزقات الأربطة وإصابات الأوتار.

## العلاج
قد يصعب تشخيص الكسر وتميزه وخاصة في حال وجود الكدمات. تتبع في مثل هذه الحالات استراتيجية معالجة متماثلة.

### إزالة الخواتم
تزال الخواتم الموضوعة على أصابع القدم على الفور، قبل أن يبدأ إصبع القدم في الانتفاخ والتورم. قد يؤدي سحب الخواتم بقوة إلى تفاقم التورم.  تساعد الإجراءات مثل إلارخاء، والرفع، ووضع الجليد، والتشحيم (مثل الماء والصابون أو الزيت)، وتدوير الحلقة على إزالة الخواتم العالقة. إذا تعذرت الطرق السابقة يلجأ إلى قطع الحلقات.

### الطرق غير الجراحية
تعالج كسور أصابع القدم الصغيرة عن طريق تطبيق ضماد لاصق. توضع حشوة قطنية بين الأصابع للحفاظ على الجفاف ومحاذاة أصابع القدم بشكل مريح. يجب إزالة الشريط اللاصق إذا سبب الكثير من الإنزعاج.  ينصح بارتداء الأحذية ذات النعال الصلبة التي تحمي إصبع القدم من الانحناء. تستخدم هذه الطريقة في معالجة الكسور التي تقل إزاحتها عن 2 مم، والتي تشمل أقل من 25% من مساحة سطح المفصل.
يلجأ الطبيب العام إلى تقليل الانزياح في الكسور المتبدلة باتباع العديد من الطرق (إعادة محاذاة). تحتاج بعض الكسور إلى وضعها في الجبائر، خاصةً إذا كان الكسر غير مستقر. يراقب الكسر بالأشعة السينية بعد 7 إلى 10 أيام في الكسور التي تشمل أكثر من 25% من مساحة سطح المفصل.
تعالج كسور إبهام القدم بارتداء جبيرة المشي قصيرة الساق وإبراز إبهام القدم منها. تلبس لمدة 2-3 أسابيع. يستخدم بعدها الشريط اللاصق وينصح بارتداء الأحذية ذات النعل الصلب لمدة 3-4 أسابيع إذا سمحت الأعراض بذلك. ينصح بممارسة التمارين الرياضية لتحسين مجال الحركة بعد أربعة أسابيع. يراقب شفاء الكسر بالأشعة السينية إذا شمل الكسر السطح المفصلي أو احتاج إلى إعادة محاذاة.
يفيد في تقليل الألم والتورم كل من، الراحة، واستخدام الكمادات الثلجية، ورفع الطرف، وتناول مسكنات الألم. يبرد إصبع القدم باستخدام الثلج لمدة 20 دقيقة كل ساعة في اليوم الأول، ومرتين إلى ثلاث مرات في اليوم خلال الأيام التالية. لا يوضع الثلج مباشرة على الجلد.

### الطرق الجراحية
لا تحتاج كسور أصابع القدم إلى جراحة في معظم الحالات، تتضمن الإجراءات الجراحية تثبيت العظم المكسور بالأسلاك أو البراغي أو الصفائح المثبتة بمسمار ملولب. تدخل هذه الإجراءات في نطاق جراحة العظام.

## الإنذار
يستغرق الشفاء الكامل من أربعة إلى ستة أسابيع، وقد يصل في الحالات المعقدة إلى ثمانية أسابيع. يحتاج شفاء كسور أصابع القدم لدى الرياضيين لفترة أطول. يندر حدوث الإعاقة طويلة الأمد.

## الوبائيات
تبلغ نسبة كسور أصابع القدم حوالي 8 إلى 9% من كسور العظام. تباينت الدراسات حول أشيع أنواعها. وجدت دراسة بريطانية شملت ما يقرب من 6000 كسر، أن نسبة 3.6% منها كانت في أصابع القدم. تشكل كسور أصابع القدم الكبيرة حوالي خمس أو ثلث كسور أصابع القدم، و5.5% من كسور القدم والكاحل في مستشفيات الولايات المتحدة. كسور أصابع القدم هي أكثر كسور القدم شيوعًا. تتضمن حوالي 20% من كسور أصابع القدم جروحًا مفتوحة.